# Шумік Віктор Русланович
Віктор Русланович Шумік (нар. 21 травня 1998) — український легкоатлет, який спеціалізується в спортивній ходьбі.
На національних змаганнях представляє Волинську область.
Тренується під керівництвом заслуженого тренера України Володимира Яловика.

## Спортивні досягнення
Бронзовий призер Кубка Європи з ходьби у командному заліку серед юніорів на дистанції 10 км (2017).
Бронзовий призер Кубка Європи з ходьби у командному заліку серед дорослих на дистанції 20 км (2019).
4-е місце на Командному чемпіонаті Європи з ходьби у командному заліку на дистанції 20 км.
Призер чемпіонатів України у ходьбі на 20 км.